# Karl Heimburg
Karl Ludwig Heimburg (* 29. Januar 1910; † 26. Januar 1997 in Huntsville (Alabama)) war ein deutsch-amerikanischer Raketen-Pionier und verantwortlich für die Prüfstände, die Millionen Pfund Schub zu überstehen hatten.

## Leben
Nach seinem Studium an der Technischen Hochschule in Darmstadt reiste er 1936–37 durch die Sowjetunion zur Arbeit nach Japan.
Als er 1940–41 in Stuttgart weilte (im Heimaturlaub oder als Forststudierender), wurde er eingezogen und zur Heeresversuchsanstalt Peenemünde gesandt, wo er  Mitarbeiter im Projektbüro von Ludwig Roth wurde. Bei Einstellung der Arbeiten an der A7 wurde Heimburg zunächst dem Teststand VII zugewiesen und kam dann zur Entwicklung des Teststands für die Flugabwehrrakete Wasserfall sowie des auf der Peene schwimmenden Teststands für das Triebwerk mit Codenamen Schwimmweste. Zum Ende 1944 arbeitete er an einem Sofortprogramm für Bau und Test des geflügelten Aggregat 4b und wurde im November ins Vorwerk Mitte Lehesten zur Koordinierung der Triebwerks-Erprobung entsandt.

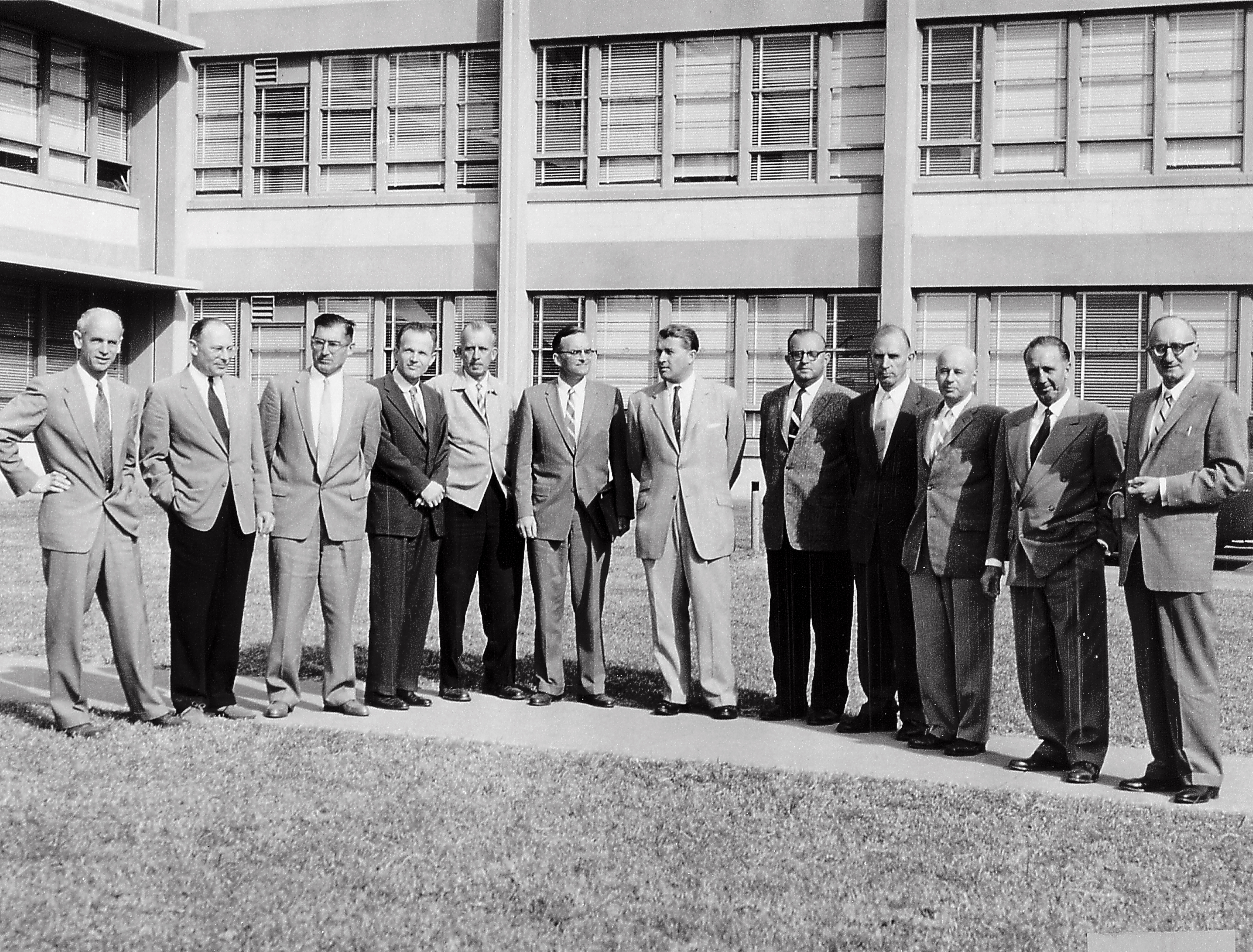
Heimburg, der 3. von links, unter Zwölf Spezialisten des Peenemünder-Teams

Im April 1945 machte er sich auf nach Oberammergau, um den Rest der Gruppe um Wernher von Braun zu suchen. Von den Briten in Witzenhausen interniert, beteiligte er sich an der Operation Backfire. Er stimmte zu, im Rahmen der Operation Overcast in die USA zu gehen, und kam im Januar 1947 in Fort Bliss an. Später wechselte er nach Huntsville (Alabama), wo er 1960 am neuen Marshall Space Flight Center der NASA Direktor der Testabteilung wurde. Mit Harry M. Johnstone arbeitete er zunächst am Prüfstand für die Saturn I und ab 1964 am Cluster S-1C-T der Saturn V.
Bestattet ist er auf dem Maple Hill Cemetery in Huntsville. Die Forderung des US-Präsidenten nach einem „Shoot for the moon“ ist auf seinem Grabstein ergänzt mit: „If you miss you will be among the stars“.